# Sigean
Sigean  (occitan : Sijan) est une commune française, située dans l'est du département de l'Aude en région Occitanie.
Baignée par l’étang de Bages-Sigean et adossée à l’extrémité orientale des Corbières, Sigean est également connue sous le nom de "La Capitale".
Sur le plan historique et culturel, la commune fait partie du Narbonnais, un pays comprenant Narbonne et sa périphérie, le massif de la Clape et la bande lagunaire des étangs. Exposée à un climat méditerranéen, elle est drainée par la Berre, le Rieu, le ruisseau de Gasparets et par divers autres petits cours d'eau. Incluse dans le parc naturel régional de la Narbonnaise en Méditerranée, la commune possède un patrimoine naturel remarquable : trois sites Natura 2000 (les « étangs du Narbonnais », le « complexe lagunaire de Bages-Sigean » et l'« étang de La Palme »), quatre espaces protégés (le « domaine de Frescati », l'« île de l'Aute », les « rives de l'Aute » et les « étangs littoraux de la Narbonnaise ») et sept zones naturelles d'intérêt écologique, faunistique et floristique.
Sigean est une commune urbaine et littorale qui compte 5 620 habitants en 2022, après avoir connu une forte hausse de la population depuis 1975. Elle appartient à l'unité urbaine de Sigean et fait partie de l'aire d'attraction de Narbonne. Ses habitants sont appelés les Sigeanais ou Sigeanaises.

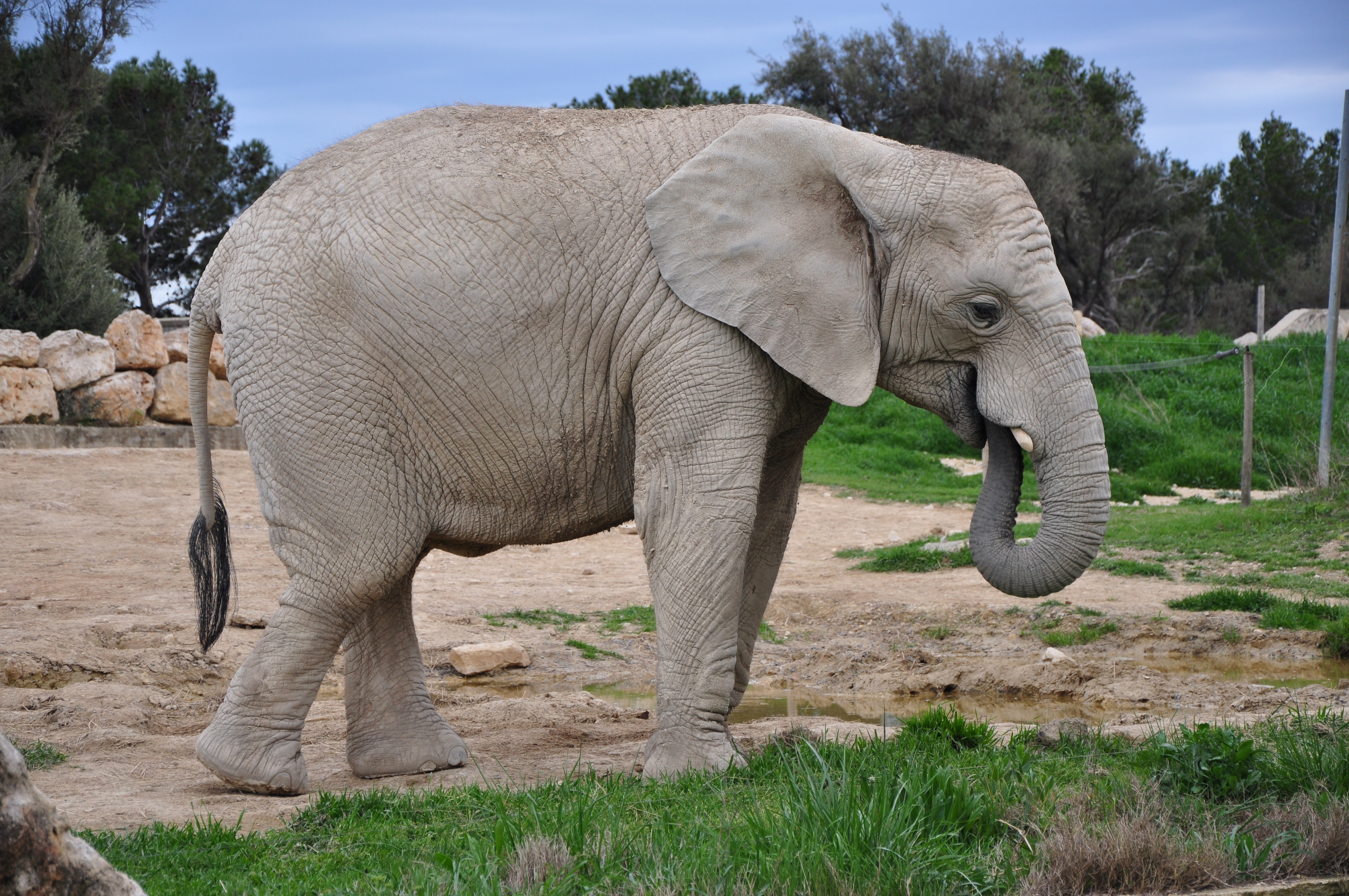
Éléphant à la réserve africaine de Sigean.

Le patrimoine architectural de la commune comprend un immeuble protégé au titre des monuments historiques : le pech Maho, inscrit et classé en 1963.

## Géographie

### Localisation
Sigean est une commune du golfe du Lion en Méditerranée à quelques minutes des plages, située au bord de l'étang de Bages-Sigean dans les Corbières maritimes sur le canal de la Robine. La commune est au centre du parc naturel régional de la Narbonnaise en Méditerranée.

### Communes limitrophes
Les communes limitrophes sont La Palme, Port-la-Nouvelle, Peyriac-de-Mer, Portel-des-Corbières et Roquefort-des-Corbières.
Port La Nouvelle (Anciennement Sigean-Plage)
|                         | Peyriac-de-Mer | Narbonne (par un quadripoint) |
| Portel-des-Corbières    | Sigean         | Port-la-Nouvelle              |
| Roquefort-des-Corbières |                |                               |

### Hydrographie
Sigean est bordée par les Corbières à l'ouest, par la mer Méditerranée à l'est, et par l'étang qui porte son nom, l'étang de Bages et de Sigean. Ce site naturel formait dans l'Antiquité un golfe ouvert sur la Méditerranée. Occupant aujourd'hui une superficie de 5 500 hectares, l'étang communique avec la mer par le grau de Port-la-Nouvelle. L'île de l'Aute appartient au conservatoire du littoral et c'est la ville de Sigean qui s'occupe de sa gestion. Elle abrite une fleur rare, l'héliotrope de Curaçao.

### Voies de communication et transports
La commune est desservie par les lignes 13, 14, 15, 17 et 18 des Autobus de Narbonne.

### Climat
Pour des articles plus généraux, voir Climat de l'Occitanie et Climat de l'Aude.
En 2010, le climat de la commune est de type climat méditerranéen franc, selon une étude s'appuyant sur une série de données couvrant la période 1971-2000. En 2020, Météo-France publie une typologie des climats de la France métropolitaine dans laquelle la commune est exposée à un climat méditerranéen et est dans la région climatique Provence, Languedoc-Roussillon, caractérisée par une pluviométrie faible en été, un très bon ensoleillement (2 600 h/an), un été chaud (21,5 °C), un air très sec en été, sec en toutes saisons, des vents forts (fréquence de 40 à 50 % de vents > 5 m/s) et peu de brouillards.
Pour la période 1971-2000, la température annuelle moyenne est de 15,2 °C, avec une amplitude thermique annuelle de 15,5 °C. Le cumul annuel moyen de précipitations est de 586 mm, avec 5,4 jours de précipitations en janvier et 2,4 jours en juillet. Pour la période 1991-2020, la température moyenne annuelle observée sur la station météorologique la plus proche, située sur la commune de Portel-des-Corbières à 5 km à vol d'oiseau, est de 15,4 °C et le cumul annuel moyen de précipitations est de 660,0 mm,. Pour l'avenir, les paramètres climatiques de la commune estimés pour 2050 selon différents scénarios d’émission de gaz à effet de serre sont consultables sur un site dédié publié par Météo-France en novembre 2022.

### Milieux naturels et biodiversité

#### Espaces protégés
La protection réglementaire est le mode d’intervention le plus fort pour préserver des espaces naturels remarquables et leur biodiversité associée,.
La commune fait partie du parc naturel régional de la Narbonnaise en Méditerranée, créé en 2003 et d'une superficie de 68 350 ha, qui s'étend sur 21 communes du département. Composé de la majeure partie des milieux lagunaires du littoral audois et de ses massifs environnants, ce territoire représente en France l’un des rares et derniers grands sites naturels préservés, de cette ampleur et de cette diversité en bordure de Méditerranée (Golfe du Lion).
Quatre autres espaces protégés sont présents sur la commune : 
- le « domaine de Frescati », un terrain acquis par le Conservatoire du Littoral, d'une superficie de 85,8 ha[13],[14] ;
- l'« île de l'Aute », un terrain acquis par le Conservatoire du Littoral, d'une superficie de 39,6 ha[15],[16]
L'île de l'Aute est aussi inscrite au titre des sites naturels depuis 1966[17] ;
- les « rives de l'Aute », un terrain acquis par le Conservatoire du Littoral, d'une superficie de 292 ha[18],[19] ;
- les « étangs littoraux de la Narbonnaise », une zone humide protégée par la convention de Ramsar, d'une superficie de 12 376,7 ha[20].

#### Réseau Natura 2000

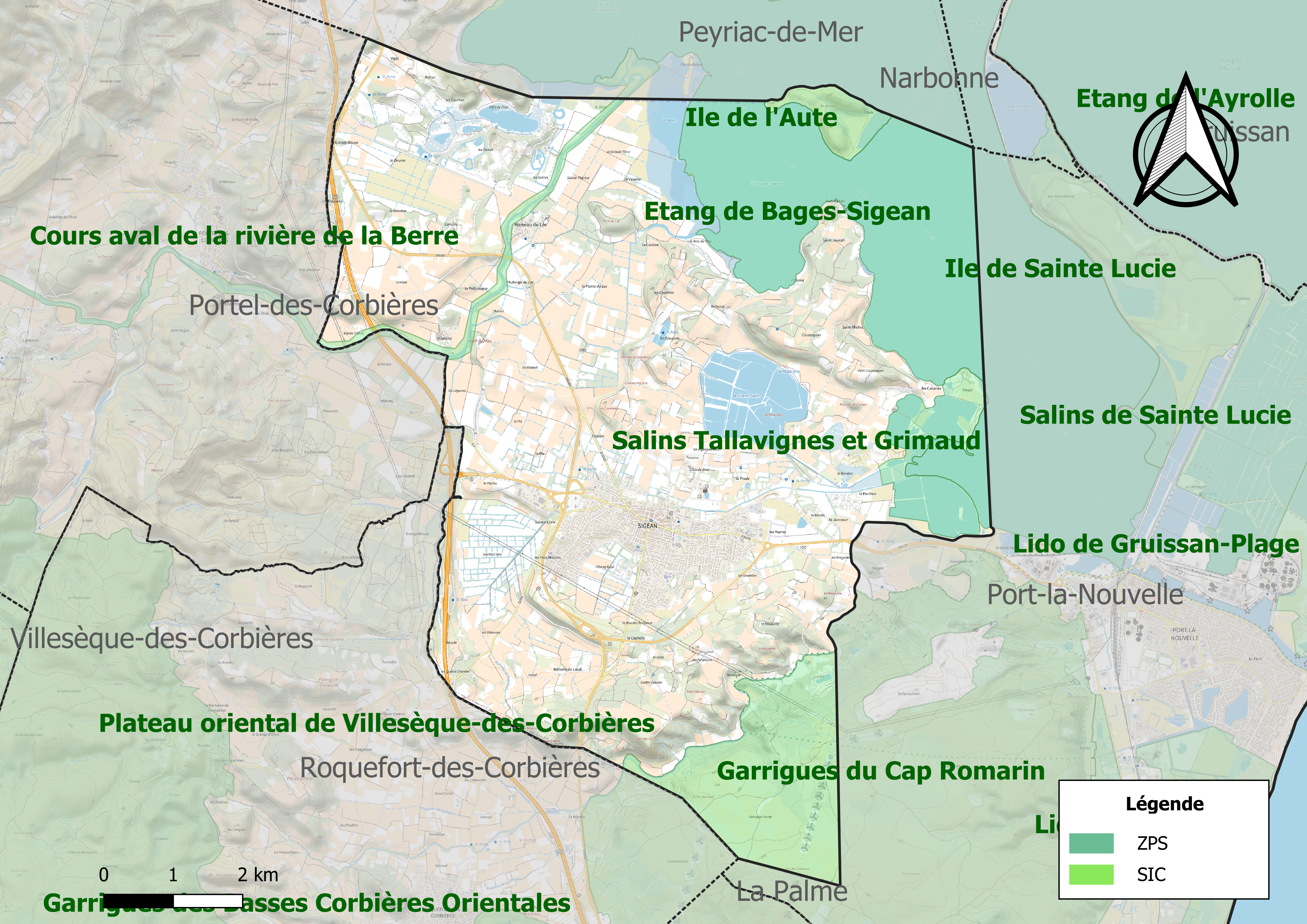
Site Natura 2000 sur le territoire communal.

Le réseau Natura 2000 est un réseau écologique européen de sites naturels d'intérêt écologique élaboré à partir des directives habitats et oiseaux, constitué de zones spéciales de conservation (ZSC) et de zones de protection spéciale (ZPS).
Un site Natura 2000 a été défini sur la commune au titre de la directive habitats :
- le « complexe lagunaire de Bages-Sigean », d'une superficie de 9 488 ha, constitué de formations naturelles de steppes salées sont très riches en espèces de Limonium et très étendues[23]

et deux au titre de la directive oiseaux : 
- l'« étang de Lapalme », d'une superficie de 3 904 ha, comprenant des formations plus ou moins salées en périphérie de la lagune qui présentent un intérêt majeur pour la nidification. En fonction du degré de salinité, et donc de la végétation, les espèces d'oiseaux se répartissent le territoire[24] ;
- les « étangs du Narbonnais », d'une superficie de 12 314 ha, comportant des formations naturelles de steppes salées très riches en espèces de Limonium et très étendues. On trouve également des montilles fixées ou des bourrelets coquilliers de bords d'étang à Limoniastres[25].

#### Zones naturelles d'intérêt écologique, faunistique et floristique
L’inventaire des zones naturelles d'intérêt écologique, faunistique et floristique (ZNIEFF) a pour objectif de réaliser une couverture des zones les plus intéressantes sur le plan écologique, essentiellement dans la perspective d’améliorer la connaissance du patrimoine naturel national et de fournir aux différents décideurs un outil d’aide à la prise en compte de l’environnement dans l’aménagement du territoire.
Quatre ZNIEFF de type 1 sont recensées sur la commune :
- le « cours aval de la rivière de la Berre » (109 ha), couvrant 3 communes du département[27] ;
- l'« étang de Bages-Sigean » (3 773 ha), couvrant 5 communes du département[28] ;
- l'« île de l'Aute » (47 ha)[29] ;
- les « salins Tallavignes et Grimaud » (107 ha), couvrant 2 communes du département[30] ;

et trois ZNIEFF de type 2, : 
- le « complexe des étangs de Bages-Sigean » (12 890 ha), couvrant 6 communes du département[31] ;
- les « Corbières orientales » (30 263 ha), couvrant 19 communes dont 12 dans l'Aude et 7 dans les Pyrénées-Orientales[32] ;
- les « garrigues du Cap Romarin » (1 935 ha), couvrant 4 communes du département[33].

Carte des ZNIEFF de type 1 et 2 à Sigean.
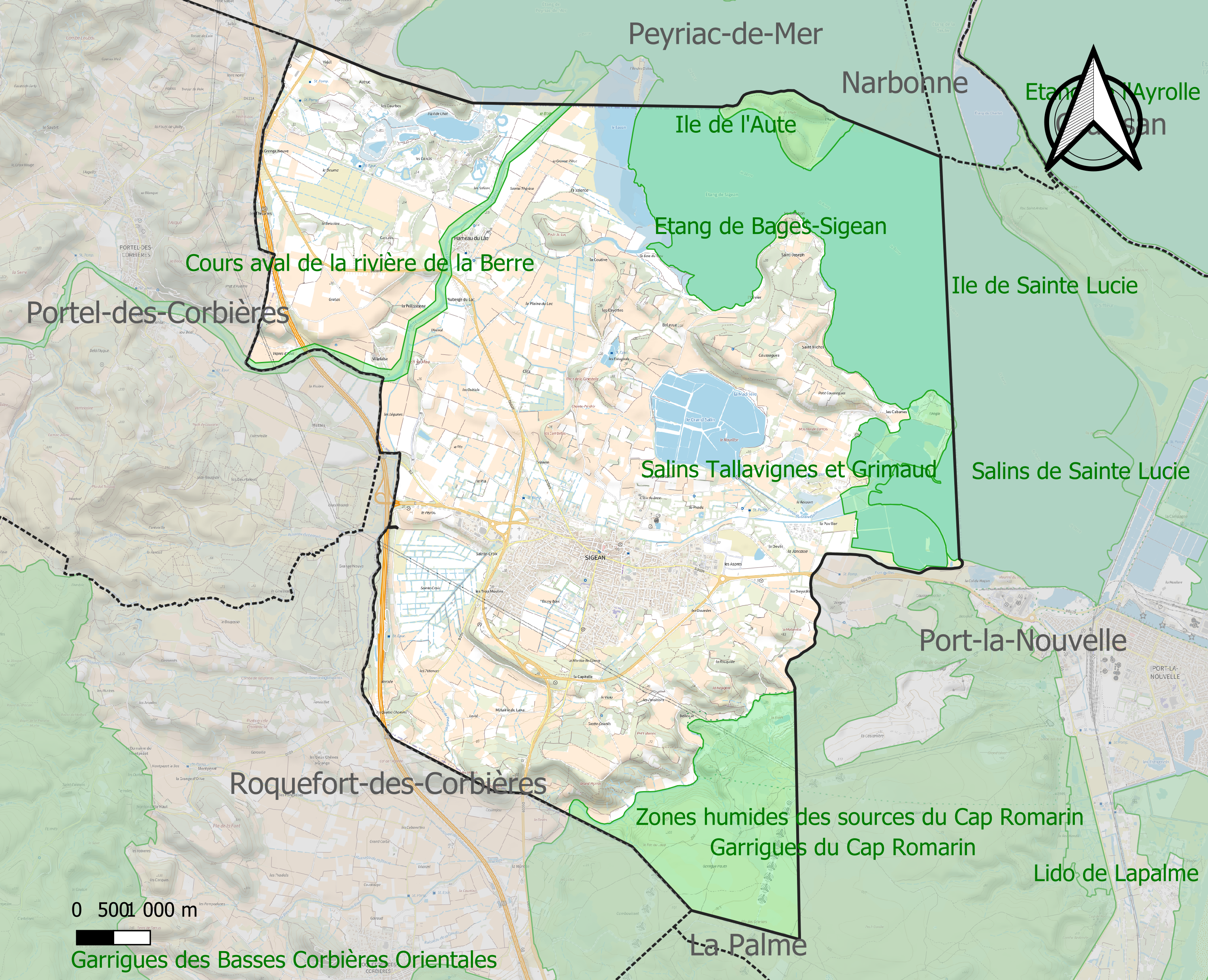
Carte des ZNIEFF de type 1 pour la commune.
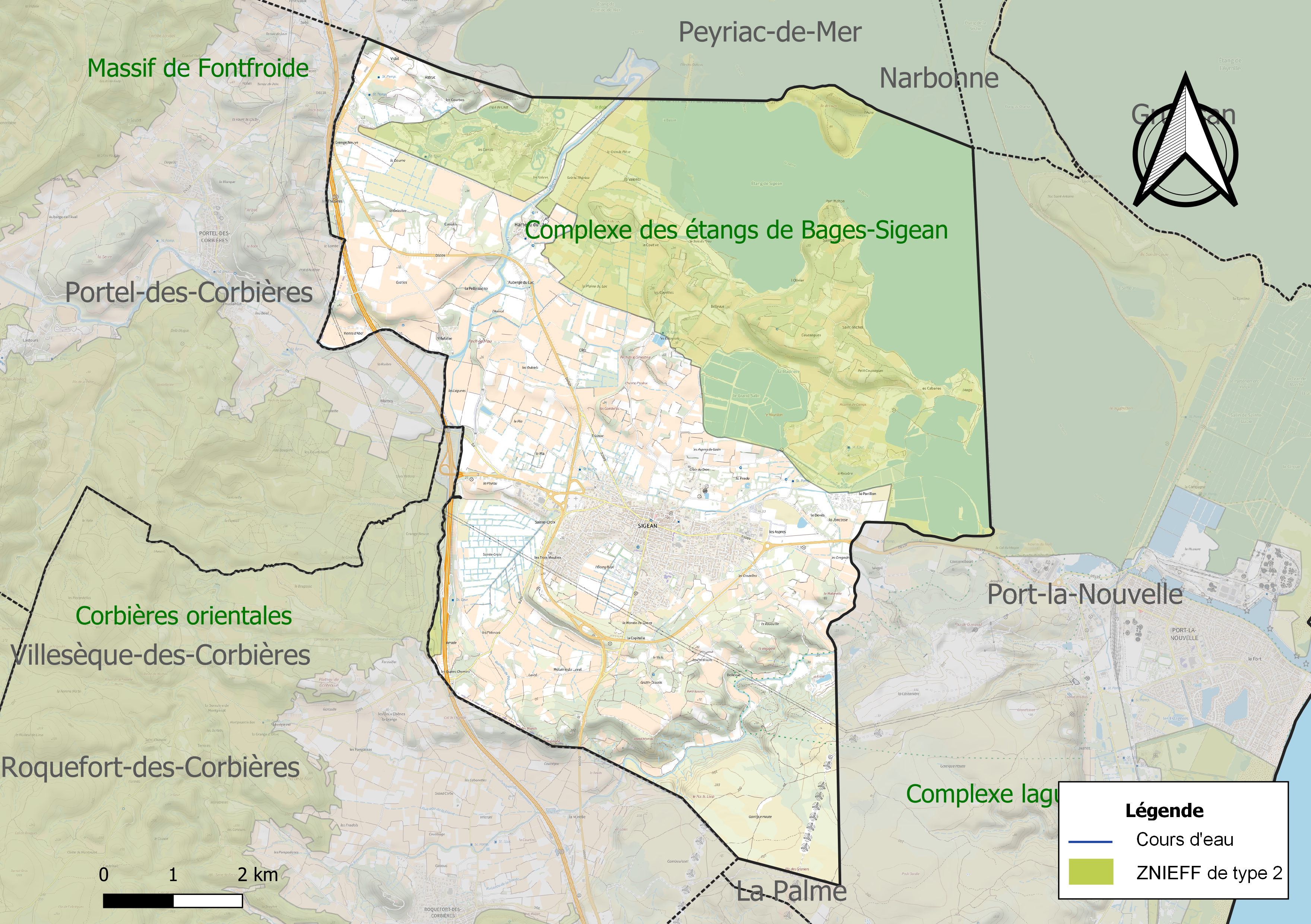
Carte des ZNIEFF de type 2 pour la commune.

## Urbanisme

### Typologie
Au 1er janvier 2024, Sigean est catégorisée petite ville, selon la nouvelle grille communale de densité à 7 niveaux définie par l'Insee en 2022.
Elle appartient à l'unité urbaine de Sigean, une unité urbaine monocommunale constituant une ville isolée,. Par ailleurs la commune fait partie de l'aire d'attraction de Narbonne, dont elle est une commune de la couronne,. Cette aire, qui regroupe 71 communes, est catégorisée dans les aires de 50 000 à moins de 200 000 habitants,.
La commune, bordée par la mer Méditerranée, est également une commune littorale au sens de la loi du 3 janvier 1986, dite loi littoral. Des dispositions spécifiques d’urbanisme s’y appliquent dès lors afin de préserver les espaces naturels, les sites, les paysages et l’équilibre écologique du littoral, tel le principe d'inconstructibilité, en dehors des espaces urbanisés, sur la bande littorale des 100 mètres, ou plus si le plan local d’urbanisme le prévoit.

### Occupation des sols
L'occupation des sols de la commune, telle qu'elle ressort de la base de données européenne d’occupation biophysique des sols Corine Land Cover (CLC), est marquée par l'importance des territoires agricoles (54,6 % en 2018), en diminution par rapport à 1990 (58,3 %). La répartition détaillée en 2018 est la suivante : 
cultures permanentes (46,1 %), eaux maritimes (14,9 %), territoires artificialisés 10,28,2 milieux à végétation arbustive et/ou herbacée (8,8 %), zones humides côtières (6,3 %), zones urbanisées (5,3 %), forêts (5,3 %), zones agricoles hétérogènes (4,3 %), espaces verts artificialisés, non agricoles (4,2 %), prairies (4,2 %), zones industrielles ou commerciales et réseaux de communication (0,7 %). L'évolution de l’occupation des sols de la commune et de ses infrastructures peut être observée sur les différentes représentations cartographiques du territoire : la carte de Cassini (XVIIIe siècle), la carte d'état-major (1820-1866) et les cartes ou photos aériennes de l'IGN pour la période actuelle (1950 à aujourd'hui).

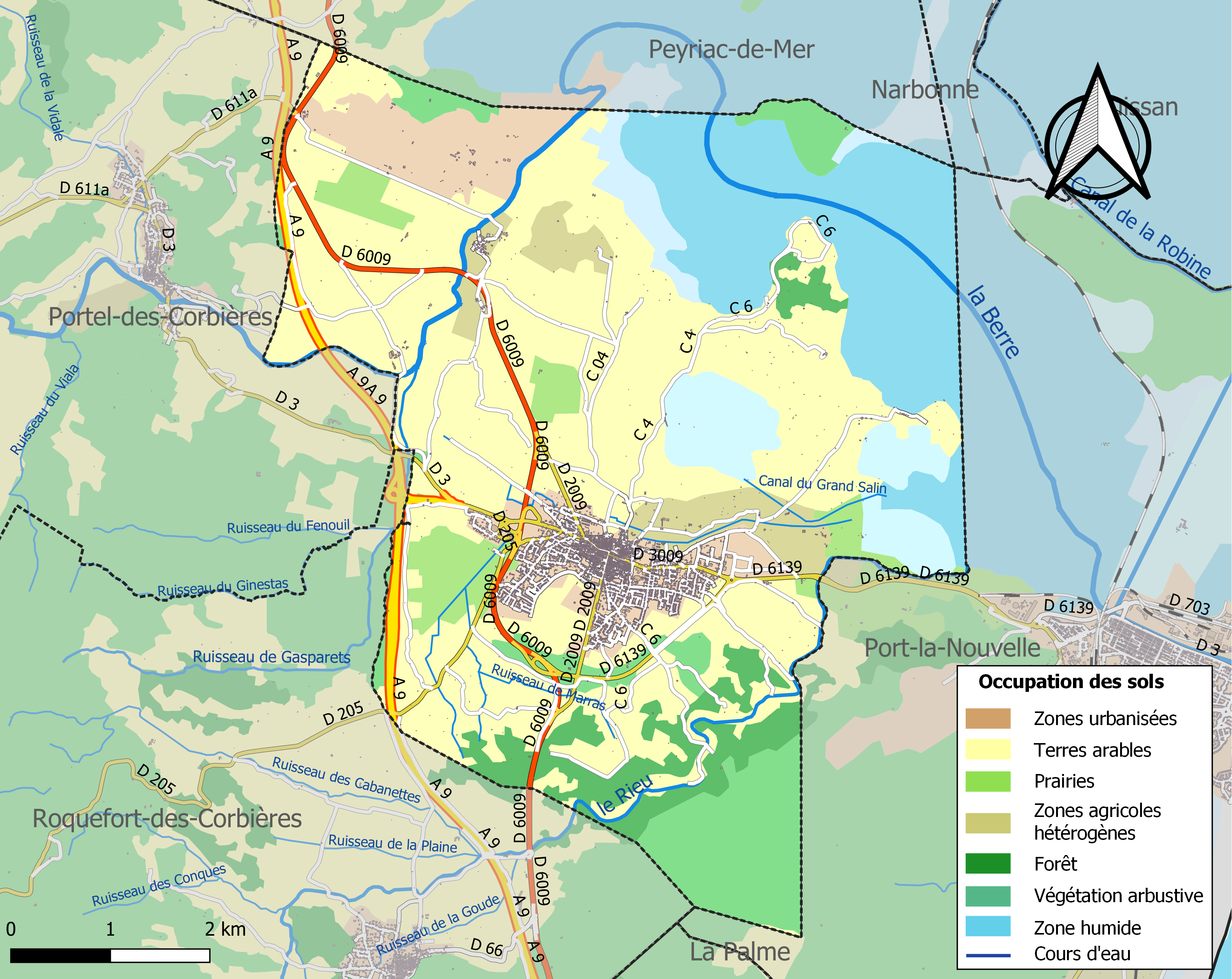
Carte des infrastructures et de l'occupation des sols de la commune en 2018 (CLC).

### Risques majeurs
Le territoire de la commune de Sigean est vulnérable à différents aléas naturels : météorologiques (tempête, orage, neige, grand froid, canicule ou sécheresse), inondations, feux de forêts et séisme (sismicité faible). Il est également exposé à un risque technologique, le transport de matières dangereuses. Un site publié par le BRGM permet d'évaluer simplement et rapidement les risques d'un bien localisé soit par son adresse soit par le numéro de sa parcelle.

#### Risques naturels
La commune fait partie du territoire à risques importants d'inondation (TRI) de Narbonne, regroupant 18 communes du bassin de vie de l'agglomération narbonnaise, un des 31 TRI qui ont été arrêtés fin 2012 sur le bassin Rhône-Méditerranée, retenu au regard des submersions marines et des débordements des cours d’eau l’Aude, l'Orbieu et la Berre. Des cartes des surfaces inondables ont été établies pour trois scénarios : fréquent (crue de temps de retour de 10 ans à 30 ans), moyen (temps de retour de 100 ans à 300 ans) et extrême (temps de retour de l'ordre de 1 000 ans, qui met en défaut tout système de protection),. La commune a été reconnue en état de catastrophe naturelle au titre des dommages causés par les inondations et coulées de boue survenues en 1982, 1986, 1992, 1994, 1996, 1999, 2003, 2005, 2006, 2009, 2013, 2014 et 2019,.

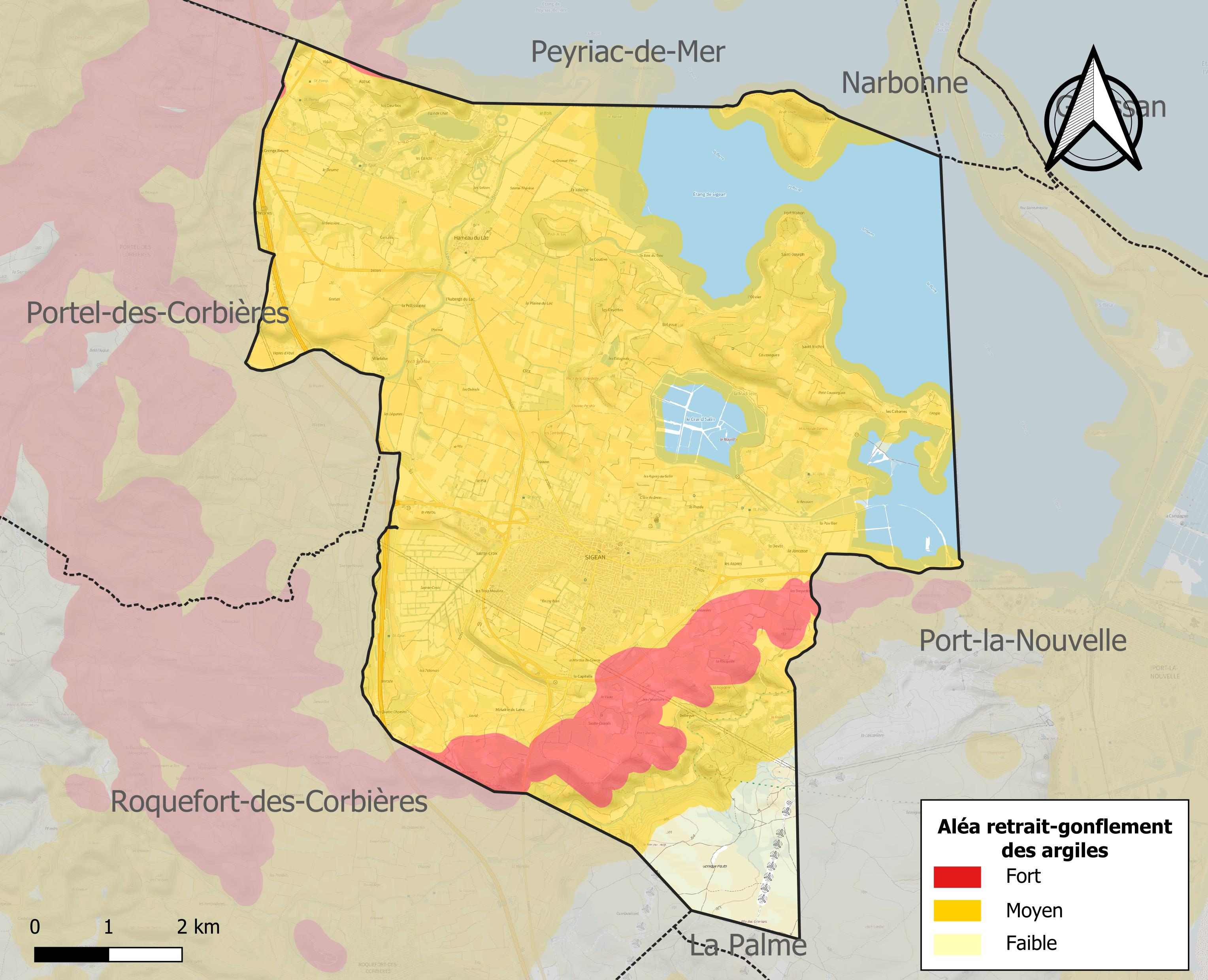
Carte des zones d'aléa retrait-gonflement des sols argileux de Sigean.

Le retrait-gonflement des sols argileux est susceptible d'engendrer des dommages importants aux bâtiments en cas d’alternance de périodes de sécheresse et de pluie. 81,2 % de la superficie communale est en aléa moyen ou fort (75,2 % au niveau départemental et 48,5 % au niveau national). Sur les 2 634 bâtiments dénombrés sur la commune en 2019, 2634 sont en aléa moyen ou fort, soit 100 %, à comparer aux 94 % au niveau départemental et 54 % au niveau national. Une cartographie de l'exposition du territoire national au retrait gonflement des sols argileux est disponible sur le site du BRGM,.

#### Risques technologiques
Le risque de transport de matières dangereuses sur la commune est lié à sa traversée par une route à fort trafic. Un accident se produisant sur une telle infrastructure est en effet susceptible d’avoir des effets graves au bâti ou aux personnes jusqu’à 350 m, selon la nature du matériau transporté. Des dispositions d’urbanisme peuvent être préconisées en conséquence.

## Toponymie
Selon María José Peña, le toponyme Σαιγάνθη (Saigánthe), inscrit sur une tablette de plomb du Ve siècle découverte à Empúries, serait la transcription en grec ionien du nom ibère du site de Pech Maho. Ce nom aurait ensuite évolué pour donner le nom de Sigean.

## Histoire
Le site de Sigean a connu une occupation humaine depuis l'Antiquité : sur le territoire de la commune se situe l'oppidum élisyque de Pech-Maho, qui a été détruit au IIIe siècle av. J.-C.
En 737, eut lieu la bataille de la Berre.
En 1639, durant la guerre de Trente Ans, eut lieu le combat de Sigean.

## Politique et administration

### Liste des maires
| Période                                  | Période               | Identité          | Étiquette | Qualité                                 |
| ---------------------------------------- | --------------------- | ----------------- | --------- | --------------------------------------- |
| août 1944                                | mars 1971             | René Azalbert     | SFIO      | Instituteur puis directeur d'école      |
| Les données manquantes sont à compléter. |                       |                   |           |                                         |
| Maire en 1979                            | ?                     | Jean-Luc Castan   |           |                                         |
| mars 1983                                | mars 2001             | Jacky Mourrut     | PCF       | Employé SNCF                            |
| mars 2001                                | mars 2008             | Claude Poncet     | DVG       | Retraité de la DDE                      |
| mars 2008                                | août 2013 (démission) | Roger Combes      | DVG       | Retraité EDF                            |
| août 2013                                | septembre 2013        | Roger Miailhe     |           | Premier adjoint, maire par intérim      |
| septembre 2013                           | mars 2014             | Jean-Pierre Cirès | DVG       | Chef de centre d'incendie et de secours |
| mars 2014                                | en cours              | Michel Jammes     | UMP → LR  | Directeur d'agence bancaire             |
| Les données manquantes sont à compléter. |                       |                   |           |                                         |

## Population et société

### Démographie
L'évolution du nombre d'habitants est connue à travers les recensements de la population effectués dans la commune depuis 1793. Pour les communes de moins de 10 000 habitants, une enquête de recensement portant sur toute la population est réalisée tous les cinq ans, les populations de référence des années intermédiaires étant quant à elles estimées par interpolation ou extrapolation. Pour la commune, le premier recensement exhaustif entrant dans le cadre du nouveau dispositif a été réalisé en 2007.

En 2022, la commune comptait 5 620 habitants, en évolution de +2,74 % par rapport à 2016 (Aude : +2,65 %, France hors Mayotte : +2,11 %).
| 1793  | 1800  | 1806  | 1821  | 1831  | 1836  | 1841  | 1846  | 1851  |
| ----- | ----- | ----- | ----- | ----- | ----- | ----- | ----- | ----- |
| 1 822 | 1 822 | 1 912 | 2 171 | 3 296 | 3 423 | 3 703 | 3 213 | 3 297 |

| 1856  | 1861  | 1866  | 1872  | 1876  | 1881  | 1886  | 1891  | 1896  |
| ----- | ----- | ----- | ----- | ----- | ----- | ----- | ----- | ----- |
| 3 337 | 3 348 | 3 496 | 3 478 | 3 912 | 4 229 | 3 833 | 3 485 | 3 384 |

| 1901  | 1906  | 1911  | 1921  | 1926  | 1931  | 1936  | 1946  | 1954  |
| ----- | ----- | ----- | ----- | ----- | ----- | ----- | ----- | ----- |
| 3 357 | 3 107 | 2 988 | 3 050 | 3 153 | 3 085 | 3 071 | 2 183 | 2 346 |

| 1962  | 1968  | 1975  | 1982  | 1990  | 1999  | 2006  | 2007  | 2012  |
| ----- | ----- | ----- | ----- | ----- | ----- | ----- | ----- | ----- |
| 2 555 | 3 033 | 3 027 | 3 058 | 3 373 | 4 049 | 4 920 | 5 047 | 5 476 |

| 2017  | 2022  | - | - | - | - | - | - | - |
| ----- | ----- | - | - | - | - | - | - | - |
| 5 477 | 5 620 | - | - | - | - | - | - | - |

### Enseignement
Sigean a une école maternelle, une école élémentaire, ainsi qu'une école Calandreta et un collège.

### Sports
Sigean dispose d'une équipe de rugby à XV.
L'Union Sigean Port-la-Nouvelle actuellement pensionnaire de fédérale 3. Le club dispose aussi d'une bonne école de rugby.
Un club de handball, Les Cathares.
Au lieu-dit Port-Mahon, sur l'étang de Sigean, une base nautique face à l'île de l'Aute.

## Économie

### Revenus
En 2018  (données Insee publiées en septembre 2021), la commune compte 2 457 ménages fiscaux, regroupant 5 327 personnes. La médiane du revenu disponible par unité de consommation est de 19 760 € (19 240 € dans le département). 41 % des ménages fiscaux sont imposés ( % dans le département).

### Emploi
| Division       | 2008   | 2013   | 2018   |
| -------------- | ------ | ------ | ------ |
| Commune        | 10,8 % | 12 %   | 13,6 % |
| Département    | 10,2 % | 12,8 % | 12,6 % |
| France entière | 8,3 %  | 10 %   | 10 %   |

En 2018, la population âgée de 15 à 64 ans s'élève à 3 128 personnes, parmi lesquelles on compte 70,6 % d'actifs (56,9 % ayant un emploi et 13,6 % de chômeurs) et 29,4 % d'inactifs,. Depuis 2008, le taux de chômage communal (au sens du recensement) des 15-64 ans est supérieur à celui de la France et du département.
La commune fait partie de la couronne de l'aire d'attraction de Narbonne, du fait qu'au moins 15 % des actifs travaillent dans le pôle,. Elle compte 1 503 emplois en 2018, contre 1 434 en 2013 et 1 399 en 2008. Le nombre d'actifs ayant un emploi résidant dans la commune est de 1 803, soit un indicateur de concentration d'emploi de 83,3 % et un taux d'activité parmi les 15 ans ou plus de 48,1 %.
Sur ces 1 803 actifs de 15 ans ou plus ayant un emploi, 822 travaillent dans la commune, soit 46 % des habitants. Pour se rendre au travail, 82,7 % des habitants utilisent un véhicule personnel ou de fonction à quatre roues, 1,8 % les transports en commun, 11,2 % s'y rendent en deux-roues, à vélo ou à pied et 4,2 % n'ont pas besoin de transport (travail au domicile).

### Activités hors agriculture

#### Secteurs d'activités
490 établissements sont implantés  à Sigean au 31 décembre 2019. Le tableau ci-dessous en détaille le nombre par secteur d'activité et compare les ratios avec ceux du département,.
| Secteur d'activité                                                                                        | Commune | Commune | Département |
| Secteur d'activité                                                                                        | Nombre  | %       | %           |
| --- | ------- | ------- | ----------- |
| Ensemble                                                                                                  | 490     | 100 %   | (100 %)     |
| Industrie manufacturière, industries extractives et autres                                                | 27      | 5,5 %   | (8,8 %)     |
| Construction                                                                                              | 63      | 12,9 %  | (14 %)      |
| Commerce de gros et de détail, transports, hébergement et restauration                                    | 154     | 31,4 %  | (32,3 %)    |
| Information et communication                                                                              | 7       | 1,4 %   | (1,6 %)     |
| Activités financières et d'assurance                                                                      | 13      | 2,7 %   | (2,7 %)     |
| Activités immobilières                                                                                    | 19      | 3,9 %   | (5,2 %)     |
| Activités spécialisées, scientifiques et techniques et activités de services administratifs et de soutien | 76      | 15,5 %  | (13,3 %)    |
| Administration publique, enseignement, santé humaine et action sociale                                    | 77      | 15,7 %  | (13,2 %)    |
| Autres activités de services                                                                              | 54      | 11 %    | (8,8 %)     |

Le secteur du commerce de gros et de détail, des transports, de l'hébergement et de la restauration est prépondérant sur la commune puisqu'il représente 31,4 % du nombre total d'établissements de la commune (154 sur les 490 entreprises implantées  à Sigean), contre 32,3 % au niveau départemental.

#### Entreprises
Les cinq entreprises ayant leur siège social sur le territoire communal qui génèrent le plus de chiffre d'affaires en 2020 sont : 
- Alexanie, supermarchés (15 697 k€)
- La Réserve africaine de Sigean, gestion des jardins botaniques et zoologiques et des réserves naturelles (10 115 k€)
- Hugon-Manuleva, location de camions avec chauffeur (3 090 k€)
- Eole Inter, restauration de type rapide (2 101 k€)
- SAS H2O Maury, activités juridiques (990 k€)
- Éditions de l'Orycte
- Disques du Solstice
- Viticulture :  vin de pays des coteaux du littoral audois Corbières (AOC)

### Agriculture
La commune est dans la « Région viticole » de l'Aude, une petite région agricole occupant une grande partie centrale du département, également dénommée localement « Corbeilles Minervois et Carcasses-Limouxin ». En 2020, l'orientation technico-économique de l'agriculture  sur la commune est la viticulture.
|               | 1988  | 2000 | 2010 | 2020 |
| ------------- | ----- | ---- | ---- | ---- |
| Exploitations | 221   | 116  | 57   | 57   |
| SAU (ha)      | 1 355 | 1158 | 1023 | 639  |

Le nombre d'exploitations agricoles en activité et ayant leur siège dans la commune est passé de 221 lors du recensement agricole de 1988  à 116 en 2000 puis à 57 en 2010 et enfin à 57 en 2020, soit une baisse de 74 % en 32 ans. Le même mouvement est observé à l'échelle du département qui a perdu pendant cette période 60 % de ses exploitations,. La surface agricole utilisée sur la commune a également diminué, passant de 1 355 ha en 1988 à 639 ha en 2020. Parallèlement la surface agricole utilisée moyenne par exploitation a augmenté, passant de 6 à 11 ha.

## Culture locale et patrimoine

### Lieux et monuments

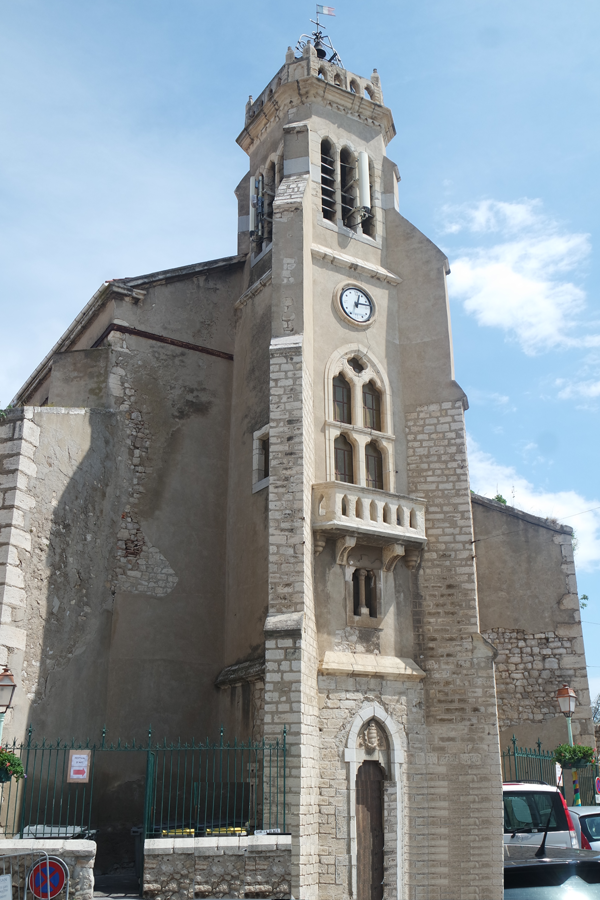
Église Saint-Félix de Sigean.
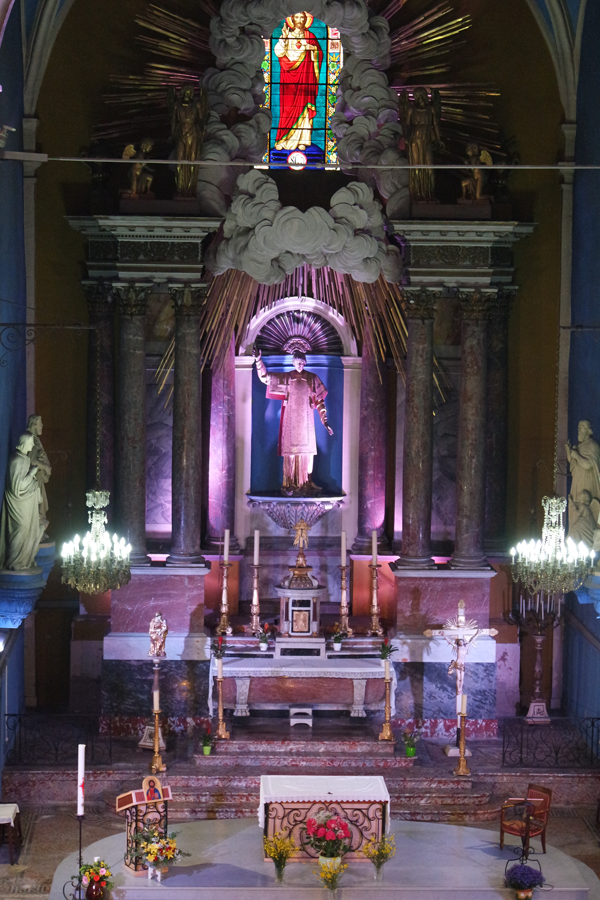
Chapelle du calvaire de Sigean.

- Église Saint-Félix de Sigean.
- Chœur de l'église.

#### L'oppidum de Pech Maho
L’oppidum de Pech Maho est situé sur la rive de la Berre près de l’étang de Sigean. Il est construit sur une colline calcaire de forme triangulaire d’une altitude de 29 mètres et d’une superficie de 2 hectares.
Au nord, il domine de 20 mètres la Berre et son ancienne embouchure aujourd’hui comblée (plaine du Lac ou « arena ») ; au sud, il s’élève à 5 mètres au-dessus du plateau des Oubiels ; vers l’est, à 500 mètres de l’oppidum, se trouve la nécropole au lieu-dit  Las Peirros.
L’habitat protohistorique du site a été reconnu sur un hectare.

#### La Réserve Africaine de Sigean
La réserve africaine de Sigean est un parc animalier dont une partie se visite en voiture (en bus pour les groupes), l'autre se faisant à pied, il faut compter la journée pour profiter pleinement du parc.

#### LaVia Domitia
La voie romaine passe sur le territoire de Sigean, elle se montre à divers endroits, entre vignes, pinèdes et petits sentiers

#### Autres
La ville abrite une église dédiée à Saint-Félix et un musée réputé gréco-romain.

### Personnalités liées à la commune
- Famille Angles, originaire de Sigean cette famille donne d'abord naissance à une dynastie de bailes du lac, puis de Sigean. Bernard Angles (1627-1697) est le plus célèbre d'entre eux. "Homme-lige" du seigneur archevêque, il impose le pouvoir seigneurial au sein de la communauté tout en accroissant sa fortune foncière. Avec Jean Angles (1665-1702) le clan accède au monde des offices supérieurs de l'administration provinciale et quitte Sigean pour s'installer à Narbonne.
- Gabriel Malric (1775-1837) : homme politique né et mort à Sigean et ancien maire de cette commune ;
- Emile Cauvet (1816-1898) : magistrat né à Sigean ;
- Armand Gauthier (1850-1926) : médecin, homme politique et ancien maire de Sigean, ancien sénateur et ministre ;
- Joseph Malric (1852-1909) : homme politique né et mort à Sigean et ancien maire de cette commune ;
- Arthur Huc (1854-1932) : homme politique et journaliste né à Sigean ;
- Louis Martrou (1866-1954) : spéléologue ayant vécu à Sigean ;
- Antoine Cayrel (1885-1970) : homme politique né à Sigean, grand-père du préfet Cayrel ;
- Joseph Carrère (1904-1954) : joueur de rugby à XV et rugby à XIII né à Sigean international;
- Georges Pastre (1915-2014): grand reporter sportif rugby, écrivain;
- Jacques Solier (1921-2014): directeur police nationale, préfet de région Languedoc Rousillon;
- Yvon Douis (1935-2021) : joueur de l'équipe de France de football, 3ème à la Coupe du monde de football 1958, 20 sélections, est enterré dans la commune;
- Henri Romero (1935-2018) : joueur de rugby à XV  né à Sigean international ;
- Gérard Viard (1945-): joueur de rugby à XV Narbonne international;
- Max Mabillard (1945-2001) : journaliste suisse mort à Sigean ;
- Michel Pech (1946-2012) : footballeur au FC Nantes mort à Sigean ;
- Henri Ferrero (1951-) : joueur de rugby à XV né à Sigean ;
- Yves Malquier (1956-) : joueur de rugby à XV né à Sigean international ;
- Philippe Uchan (1962-) : acteur né à Toulouse de parents sigeannais[réf. nécessaire] ;
- Renaud Papillon Paravel (?-) : chanteur ayant vécu à Sigean.

### Héraldique
| Sigean | Son blasonnement est : D'argent à une fasce de gueules, accompagnée en pointe d'un arbre de sinople posé sur une terre mouvante du bas de l'écu. |